# Storia dei telescopi
Il telescopio è uno strumento che ha subito un lungo processo di trasformazione grazie alle scoperte in campo ottico e fisico. L'evoluzione di questo strumento è stata di fondamentale aiuto allo sviluppo dell'astronomia nel corso dei secoli.

## Nascita degli strumenti ottici

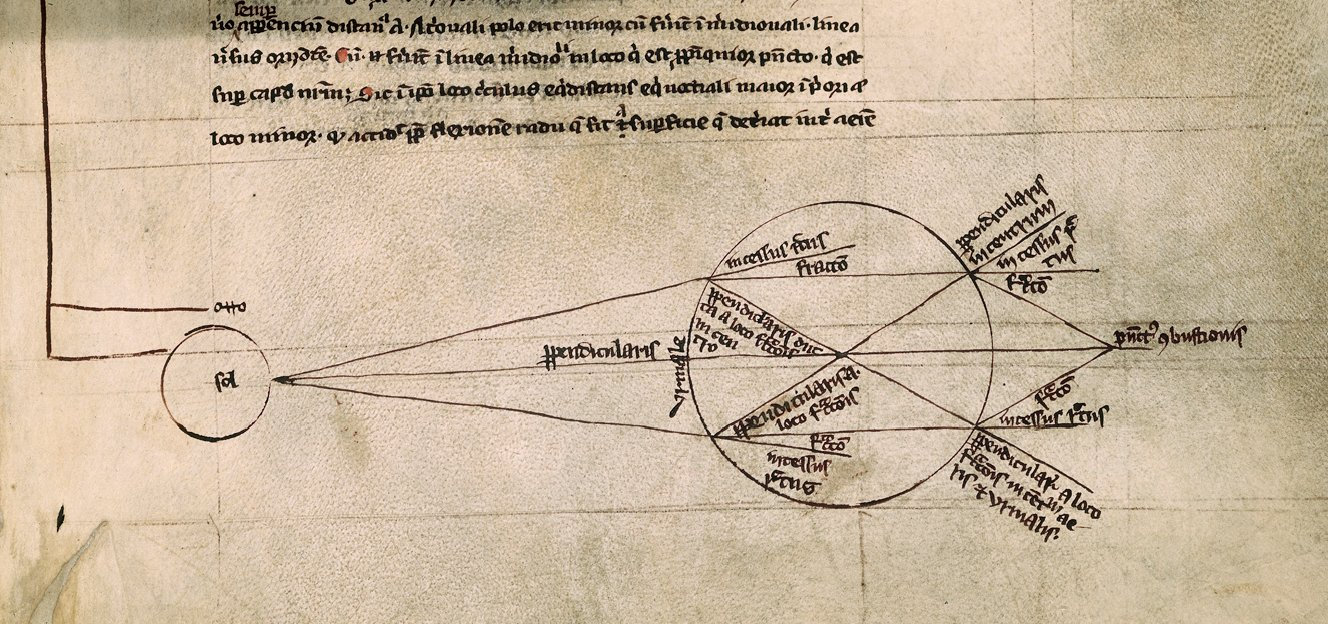
Un disegno di Ruggero Bacone

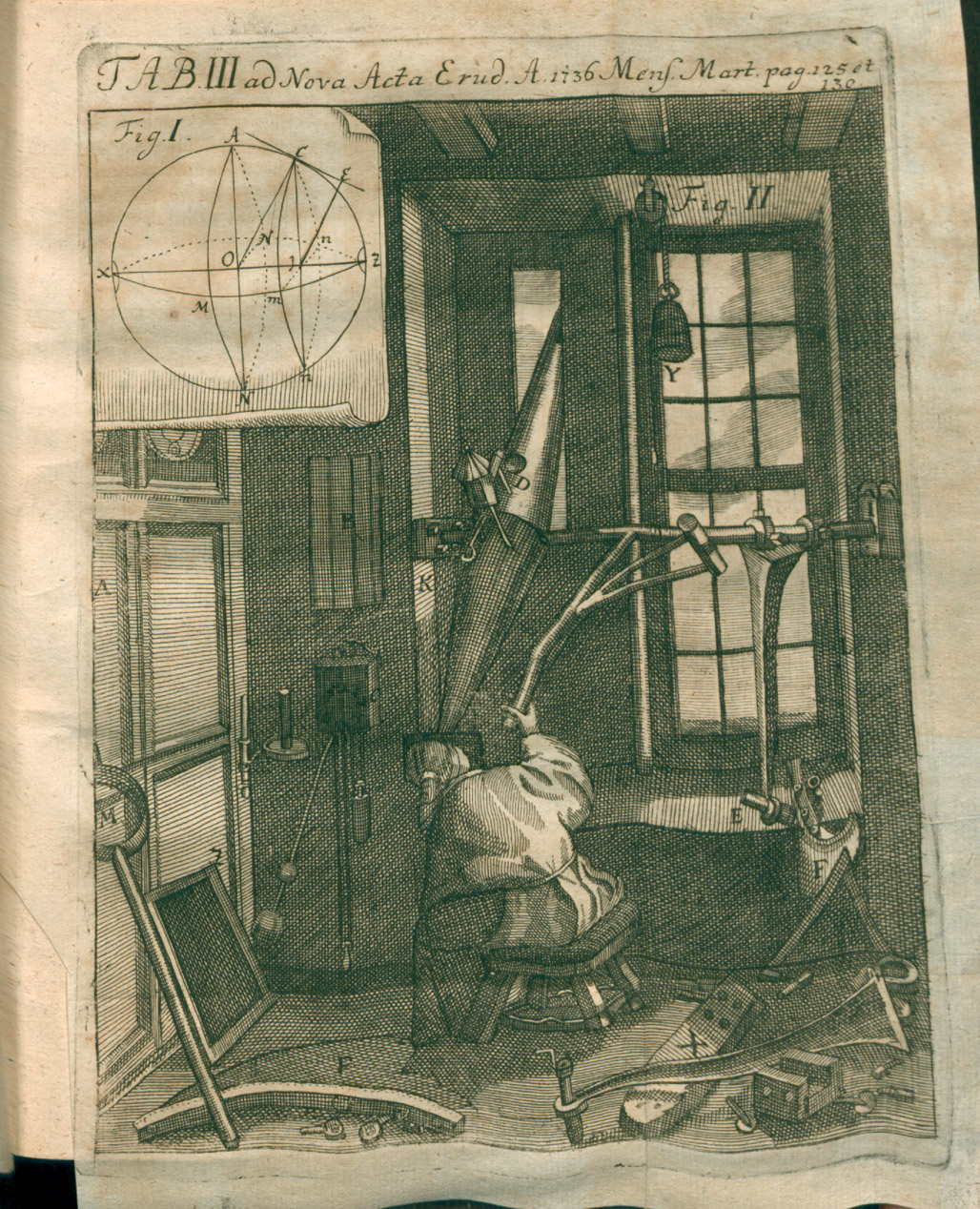
Osservazione del cosmo in una tavola tratta dagli Acta Eruditorum del 1736

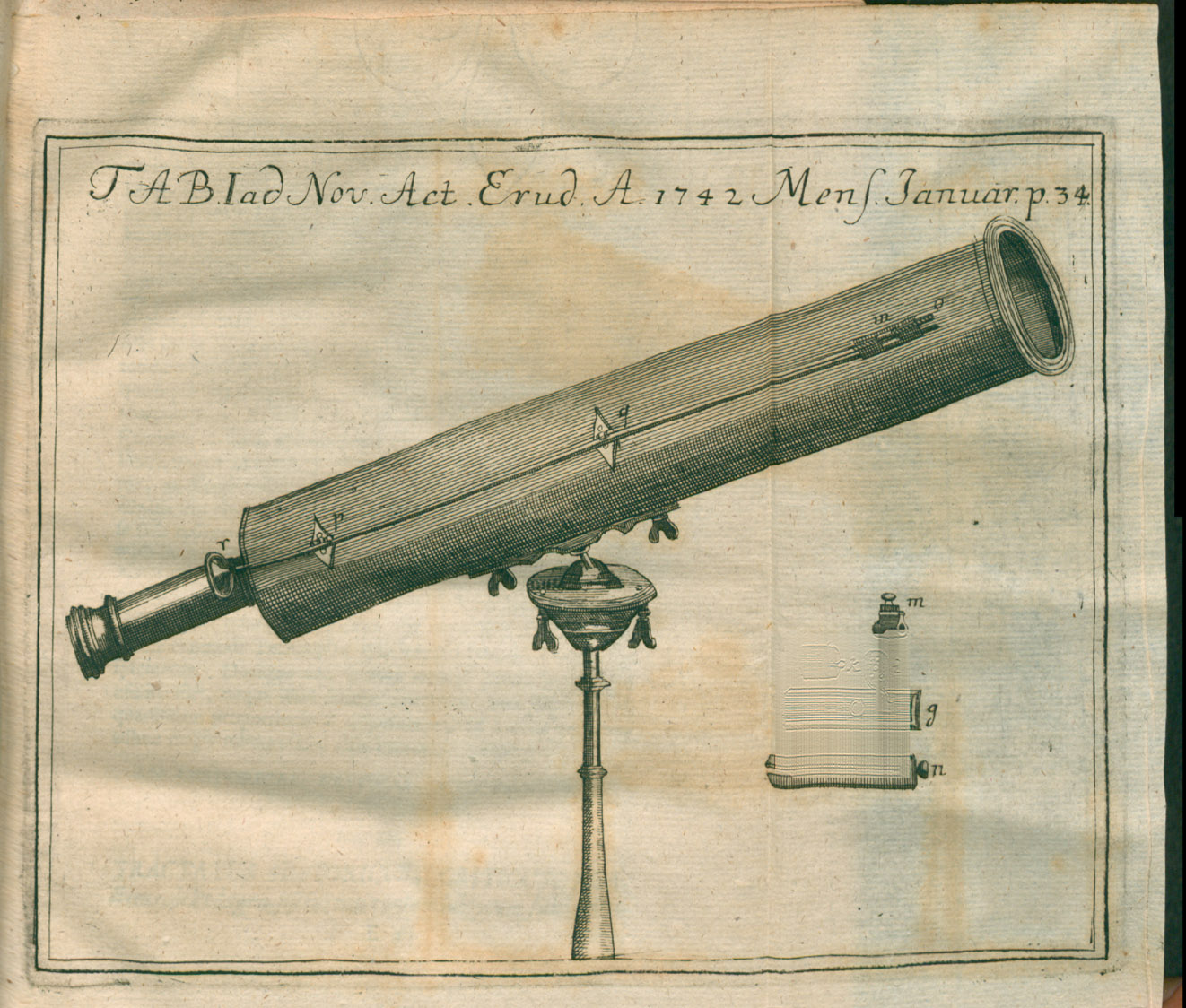
Tavola degli Acta Eruditorum del 1742 raffigurante un telescopio

Il primo passo verso l'astronomia ottica si è avuto grazie alle ricerche di Ruggero Bacone, il quale studiò le proprietà delle lenti piano convesse ottenute sezionando una sfera di vetro con un piano. Bacone notò che l'ingrandimento ottenibile era determinato dalla rifrazione dell'immagine, esso dipendeva dalla lunghezza focale della lente e dalla distanza alla quale si poneva l'occhio; difatti di lì a poco le lenti si diffusero assieme ai primi modelli di occhiali da vista. Tuttavia per un uso astronomico si dovrà attendere il 1608, quando l'olandese Hans Lippershey costruì il primo modello di telescopio rifrattore, strumento che l'anno successivo fu perfezionato da Galileo. Le scoperte di Galileo sono ben note, così come è ben nota la rivoluzione introdotta: l'astronomia ottica era avviata.
Grazie a nuove conoscenze di ottica le tecniche di lavorazione delle lenti migliorarono; il modello galileiano soffriva di difetti insiti nelle proprietà delle lenti. Le lenti infatti non concentrano i fasci luminosi in un unico punto ma lo dividono in fasci che vanno dal rosso al violetto; per questo motivo le immagini soffrono della cosiddetta aberrazione cromatica, a causa della quale l'immagine non viene messa a fuoco perfettamente. Per risolvere questo difetto, conveniva costruire lenti di piccola curvatura e di grande distanza focale. Così Hevelius nel 1647 costruì uno strumento a focale di 3,5 m, ma successivamente, questo valore aumentò giungendo a 7,5 m o ai 50 m dello strumento di Huygens, che applicò la cosiddetta montatura aerea, soluzione che comportava l'applicazione di un filo teso su cui centrare l'oculare con la lente primaria.
Nel 1663 James Gregory creò uno strumento che raccoglieva luce in uno specchio paraboloidico il quale rifletteva la luce su uno specchio secondario, che la rimandava al primario tramite un foro centrale. L'idea era buona ma vi erano ancora enormi problemi pratici.

Schema ottico di uno Schmidt-Cassegrain

Nel 1666 Newton facendo passare un fascio di luce solare attraverso un prisma di vetro ottenne uno spettro di colori che egli concepì come costituenti naturali della luce bianca. Concluse anche che l'aberrazione sferica era causa della rifrazione dei colori. Sicché nel 1668 costruì il modello newtoniano, con un primario sferico modificato e un secondario inclinato a 45°. Successivamente Cassegrain costruì il suo celebre modello, modificando quello proposto da Gregory, applicando come secondario un convesso al posto di un concavo.

## Evoluzione dell'ottica

Sistema ottico acromatico

John Dollond possedeva uno dei più famosi laboratori strumentali d'Europa. Egli tentò di realizzare un sistema ottico sulla base degli studi di Newton, ma con risultati insoddisfacenti. Nel 1754 quando Samuel Klingenstierna pubblicò una memoria nella quale, con un'analisi rigorosa, dimostrava l'inconsistenza degli esperimenti di Newton rispetto alle sue ricerche sul cromatismo e ne proponeva di nuovi; Dollond ne ricevette una forte impressione. Decise di far buon uso dei suggerimenti, e intraprese subito nuovi esperimenti. I risultati di queste prove, eseguite con diverse combinazioni di vetri a bassa e alta dispersione, che contraddicevano le esperienze di Newton, lo portarono a realizzare obiettivi acromatici composti da una lente convergente in vetro crown e da una divergente in vetro flint.
Nel 1758 Dollond mise in vendita i primi telescopi acromatici di 1,5 metri di fuoco e nel 1765 suo figlio Peter, che gli era succeduto alla guida del laboratorio, propose un obiettivo a tre lenti, due concave di vetro crown e una convessa di vetro Flint. Questa soluzione consentì di ridurre anche l'aberrazione sferica e di produrre obiettivi che a parità di focale avevano dimensioni maggiori.
Nella prima metà dell'800, Fraunhofer sviluppa ulteriormente le lenti acromatiche, lenti che eliminano l'aberrazione cromatica nelle immagini interponendo altre lenti di correzione; in questo modo i telescopi rifrattori cominciano a diffondersi molto più del passato.
Ulteriori passi sono stati compiuti tramite altre configurazioni a riflessione, l'ultima delle quali ad opera di Schmidt che inventò l'omonima combinazione ottica nei primi del ‘900. Egli ebbe l'idea di correggere l'aberrazione sferica degli specchi con una lente posta al centro di curvatura, riuscendo in tal modo ad ottenere un campo corretto di oltre 5 o 6 gradi; inoltre rispetto ai comuni riflettori, lo Schmidt consentiva un grande campo e una notevole luminosità, tanto da ottenere delle foto con tempi bassi. Successive configurazioni hanno permesso la creazione di modelli misti come lo Schmidt-Cassegrain o il Maksutov-Cassegrain, strumenti adatti alle varie esigenze degli osservatori e degli astrofili.